# République démocratique du Congo aux Jeux olympiques d'été de 2024
La République démocratique du Congo participe aux Jeux olympiques de 2024 à Paris en France. Il s'agit de sa 12e participation à des Jeux d'été.
L'athlète Dominique Lasconi Mulamba et la boxeuse Brigitte Mbabi sont nommés porte-drapeaux de la délégation congolaise.

## Athlètes engagés
| Sport      | Hommes | Femmes | Total |
| ---------- | ------ | ------ | ----- |
| Athlétisme | 1      | 0      | 1     |
| Boxe       | 0      | 2      | 2     |
| Judo       | 1      | 0      | 1     |
| Natation   | 1      | 1      | 2     |
| Total      | 3      | 3      | 6     |

## Résultats

### Athlétisme
| Athlète                   | Épreuve        | Tour préliminaire | Tour préliminaire | 1er tour     | 1er tour | Demi-finale | Demi-finale | Finale  | Finale  |
| Athlète                   | Épreuve        | Temps             | Rang              | Temps        | Rang     | Temps       | Rang        | Temps   | Rang    |
| ------------------------- | -------------- | ----------------- | ----------------- | ------------ | -------- | ----------- | ----------- | ------- | ------- |
| Dominique Lasconi Mulamba | 100 m masculin | 10 s 54           | 15e               | 10 s 53 (SB) | 64e      | Éliminé     | Éliminé     | Éliminé | Éliminé |

### Boxe
| Athlète                | Catégorie               | 1/16e de finale         | 1/8e de finale           | Quart de finale     | Demi-finale         | Finale              | Rang |
| Athlète                | Catégorie               | Adversaire Résultat     | Adversaire Résultat      | Adversaire Résultat | Adversaire Résultat | Adversaire Résultat | Rang |
| ---------------------- | ----------------------- | ----------------------- | ------------------------ | ------------------- | ------------------- | ------------------- | ---- |
| Brigitte Mbabi         | Welters femmes (-66 kg) | Exemptée                | Suwannapheng Défaite 1-4 | Éliminée            | Éliminée            | Éliminée            | =9e  |
| Marcelat Sakobi Matshu | Plumes femmes (-57 kg)  | Turdibekova Défaite 2-3 | Éliminée                 | Éliminée            | Éliminée            | Éliminée            | =17e |

### Judo
| Athlète       | Compétition    | 1er tour              | 2e tour             | Quart de finale     | Demi-finale         | Repêchage 1         | Repêchage 2         | Finale              | Rang    |
| Athlète       | Compétition    | Adversaire Résultat   | Adversaire Résultat | Adversaire Résultat | Adversaire Résultat | Adversaire Résultat | Adversaire Résultat | Adversaire Résultat | Rang    |
| ------------- | -------------- | --------------------- | ------------------- | ------------------- | ------------------- | ------------------- | ------------------- | ------------------- | ------- |
| Arnold Kisoka | Moins de 60 kg | Wolczak Défaite 00-10 | Éliminé             | Éliminé             | Éliminé             | Éliminé             | Éliminé             | Éliminé             | Éliminé |

### Natation
| Athlète                   | Épreuve                  | Séries  | Séries | Demi-finales | Demi-finales | Finale   | Finale   |
| Athlète                   | Épreuve                  | Temps   | Rang   | Temps        | Rang         | Temps    | Rang     |
| ------------------------- | ------------------------ | ------- | ------ | ------------ | ------------ | -------- | -------- |
| Divine Miansadi           | 50 m nage libre féminin  | 44 s 10 | 79e    | Éliminée     | Éliminée     | Éliminée | Éliminée |
| Aristote Ndombe Impelanga | 50 m nage libre masculin | 29 s 04 | 70e    | Éliminé      | Éliminé      | Éliminé  | Éliminé  |